# Bezkolec
Bezkolec (Hylomys) – rodzaj ssaków z podrodziny gołyszków (Galericinae) w obrębie rodziny jeżowatych (Erinaceidae).

## Zasięg występowania
Rodzaj obejmuje gatunki występujące w południowo-wschodniej Azji.

## Morfologia
Długość ciała (bez ogona) 90–156 mm, długość ogona 10–32 mm, długość ucha 12–21 mm, długość tylnej stopy 20–28 mm; masa ciała 45–80 g.

## Systematyka
Rodzaj zdefiniował w 1840 roku niemiecki przyrodnik Salomon Müller w publikacji pod redakcją holenderskiego zoologa Coenraada Jacoba Temmincka o tytule Verhandelingen over de natuurlijke geschiedenis der Nederlandsche Overzeesche Bezittingen. Na gatunek typowy Müller wyznaczył (oznaczenie monotypowe) bezkolca krótkoogonowego (H. suillus).

### Etymologia
Hylomys (Hyllomis): gr. ὑλη hulē ‘teren lesisty, las’; μυς mus, μυος muos ‘mysz’.

### Podział systematyczny
Do rodzaju należą następujące występujące współcześnie gatunki:
- Hylomys parvus H.C. Robinson & Kloss, 1916 – bezkolec drobny
- Hylomys suillus S. Müller, 1840 – bezkolec krótkoogonowy
- Hylomys dorsalis O. Thomas, 1888
- Hylomys maxi Sody, 1933
- Hylomys peguensis Blyth, 1859
- Hylomys macarong Hinckley, Lunde & Hawkins, 2023
- Hylomys vorax Hinckley, Lunde, & Hawkins, 2023

Opisano również gatunek wymarły z miocenu dzisiejszej Tajlandii:
- Hylomys engesseri Mein & Ginsburg, 1997